# Monica Preti
Pour les articles homonymes, voir Hamard.
Monica Preti est une historienne de l'art française, spécialiste de la peinture italienne du XVIIe siècle, de l'histoire des collections en Europe et des échanges artistiques entre France et Italie au tournant des XVIIIe et XIXe siècles.

## Travaux
Ses recherches actuelles portent sur le rôle des voyages et des correspondances dans l'élaboration des méthodes de l'histoire de l'art.
Auteur de nombreux articles et ouvrages, elle a également codirigé cinq colloques internationaux, dont Le Goût de l'art italien dans les grandes collections : prédécesseurs, modèles et concurrents du cardinal Fesch (Paris, Gourcuff-Gradenigo, 2007) et L'Arioste et les arts (avec Michel Paoli).
Elle est responsable de la programmation en histoire de l'art à l'Auditorium du Louvre et a organisé avec Michel Jeanneret l'exposition Imaginaire de l'Arioste - L'Arioste imaginé.

## Publications

### Ouvrages
- Ferdinando Marescalchi (1756-1816) : un collezionista italiano nella Parigi napoleonica, Argelato, Minerva, 2005, 2 vol.
- Michel Jeanneret et Monica Preti-Hamard, Imaginaire de l’Arioste, l’Arioste imaginé, Montreuil, France, Éditions Gourcuff Gradenigo, 2009, 96 p. (ISBN 978-2-35340-057-7)
- Sous la direction de Monica Preti et Salvatore Settis, Villes en ruine : Images, mémoires, métamorphoses, Musée du Louvre éditions, Paris, 2015, 320 p.  (ISBN 978-2754108461)

### Articles
- Avec Laurence Bertrand Dorléac, Philippe Descola et Pierre Georgel, « Qu’est-ce qu’exposer ? », Perspective, 1 | 2015, 11-28 [mis en ligne le 31 janvier 2017, consulté le 31 janvier 2022. URL : http://journals.openedition.org/perspective/5785 ; DOI : https://doi.org/10.4000/perspective.5785].